# نجلاء فهمي
نجلاء فهمي (18 آب/أغسطس 1984 -)، ممثلة عراقية.

## حياتها
ولدت في بغداد، عاشت في طفولتها في شمال العراق وهي من أصول كردية. هي الأبنة الوحيدة في عائلتها ولها أخ واحد، توفي والدها عندما كانت تبلغ من العمر تسعة سنوات

### حياتها الأسرية
تزوجت للمرة الأولى في سن الثالثة عشرة وأنجبت ابنتها في سن الرابعة عشرة
ارتبطت رسميا باللاعب نور صبري لكنهما انفصلا

## حياتها الفنية
تخرجت من كلية الفنون الجميلة قسم المسرح في عام 1999 وبدأت مشوارها الفني بظهورها من خلال دراما تاريخية بعنوان القلم والمحنة للكاتب فاروق محمد وإخراج العراقي قحطان عبد الجليل ،إنتقلت بعدها للمسرح بنفس العام وقدمت مسرحية كلش عال عبد العال للمخرج عمران التميمي، وخاضت تجربة تقديم للبرامج من خلال برنامج ستوديو 2000 للمخرج عدنان هادي في عام 2000 على تلفزيون الشباب، الشخصية التي أوصلتها إلى الجمهور كانت «رسلية» في مسلسل أمطار الناس من تأليف صباح عطوان وإخراج عزام صالح الذي وعرض على شاشة قناة البغدادية الفضائية إنتقلت للإقامة في الأردن مع عائلتها

## أعمالها

### في التلفزيون
| سنة الإنتاج | اسم المسلسل             | الشخصية |
| ----------- | ----------------------- | ------- |
| 2025        | عائلة رشيد              | جميلة   |
| 2024        | عالم الست وهيبة 2       |         |
| 2024        | ألو تاكسي               |         |
| 2022        | أنا والمديرة            | هند     |
| 2022        | رحيق                    | رشا     |
| 2020        | يسكن قلبي               | إيمان   |
| 2019        | العرضحالجي              | رفاه    |
| 2019        | الفندق                  |         |
| 2016        | بنت السركال             | صابرين  |
| 2016        | قلب تفاحة               | [ 7 ]   |
| 2015        | أحلام رسمية             | أحلام   |
| 2015        | البنفسج الأحمر          | رفاه    |
| 2014        | النبي أيوب              | ساهرة   |
| 2014        | باص في زمن العولمة      |         |
| 2014        | القوت والياقوت          | [ 8 ]   |
| 2013        | حفيظ                    | شذر     |
| 2013        | باب الشيخ               | ساهرة   |
| 2013        | أي باص                  |         |
| 2012        | دخان الجداول            |         |
| 2011        | حكاية من الزمن الأخير   | ميادة   |
| 2011        | وكر الذيب               |         |
| 2010        | الفرار إلى النهر        | نورا    |
| 2010        | مواطن تحت الصفر         |         |
| 2010        | المحلة                  |         |
| 2009        | أسد بابل                | رجاء    |
| 2009        | الهروب إلى النار        |         |
| 2009        | جنون منتصف العمر        |         |
| 2008        | بيت البنات              |         |
| 2008        | سبع خوات ج2             | سركية   |
| 2007        | حب في القرية            | منال    |
| 2007        | أمطار النار             | رسلية   |
| 2006        | عائلة في زمن العولمة ج2 |         |
| 2004        | باشوات آخر زمن          |         |
| 2004        | رهين المحبسين           |         |
| 2002        | الرحيل الأخير           |         |
| 2002        | القحط                   |         |
| 2002        | صمود الأبطال            |         |
| 2001        | طرقات الليل             | صبرية   |
| 2000        | أيام التحدي             | هالة    |
| 1999        | القلم والمحنة           |         |
| 1998        | أبو جعفر المنصور        |         |
| 1997        | نساء في حكاية           |         |

### في المسرح
| سنة الإنتاج | المسرحية          | الشخصية |
| ----------- | ----------------- | ------- |
| 2019        | سالمين            |         |
| 2018        | ولد النائب        |         |
| 2015        | نهر الخير         |         |
| 2013        | أوف سايد          |         |
| 2005        | سواها شدهان       |         |
| 2002        | شقندحة            |         |
| 1999        | فخفخة             |         |
| 1999        | كلش عال عبد العال |         |

### تقديم البرامج
| سنة الإنتاج | البرنامج    | عرض على        |
| ----------- | ----------- | -------------- |
| 2000        | ستديو 2000  | تلفزيون الشباب |
| 2017        | خطاركم      | قناة العراقية  |
| 2018        | رفعت الجلسة | قناة العراقية  |

### في السينما
| سنة الإنتاج | الفيلم | الشخصية |
| ----------- | ------ | ------- |
| 2013        | حنين   |         |

## جوائز
| العام | الجائزة                                  | البلد  |
| ----- | ---------------------------------------- | ------ |
| 2014  | أربعة جوائز عن دورها في مسلسل النبي أيوب | العراق |